# Vorwürfe des Völkermords während des russischen Überfalls auf die Ukraine

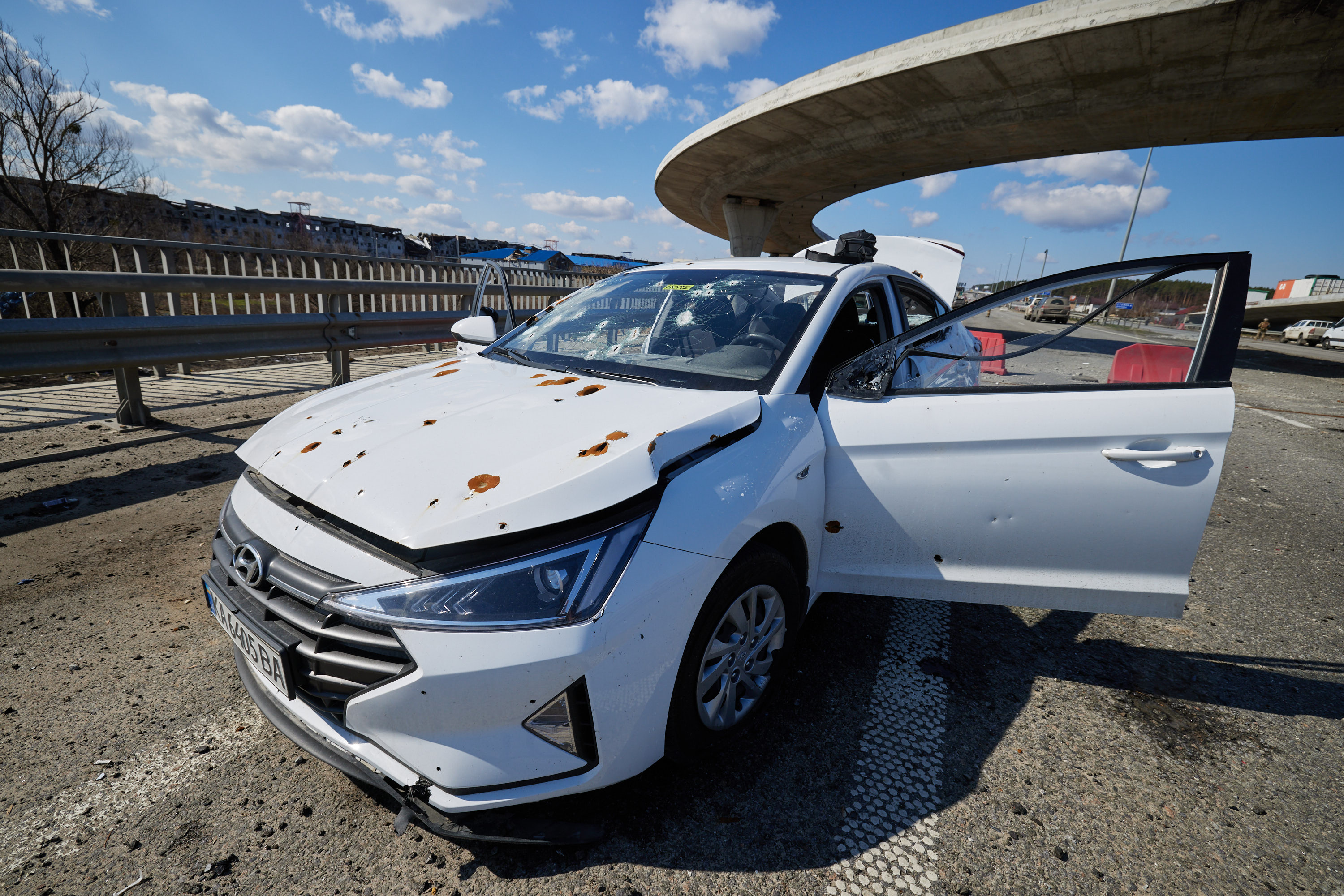
Ein ziviles Auto mit Einschusslöchern außerhalb von Irpin in der Oblast Kiew

Es gibt Vorwürfe, dass seit dem russischen Überfall auf die Ukraine im Jahr 2022 Völkermord an den Ukrainern begangen werde. Die Politologen Taras Kuzio und Stefan Jajecznyk-Kelman formulierten diese Vorwürfe Anfang 2023 wie folgt:

„Fast zwei Jahrzehnte der Entmenschlichung der Ukraine und der Ukrainer bereiteten den Boden für Russlands Invasion, Entnazifizierungskampagne und Völkermord. Die Ziele des Kremls sind die Zerstörung des ukrainischen Staates und der Völkermord an der ukrainischen Nation.“

Völkermordforscher wie Eugene Finkel, Timothy D. Snyder und Gregory Stanton, Rechtsexperten wie Otto Luchterhandt und Zakhar Tropin sowie ein umfassender Bericht des Raoul-Wallenberg-Zentrums für Menschenrechte stellten fest, dass neben den in der Definition von Völkermord geforderten Handlungen auch eine völkermörderische Absicht vorlag, die zusammen einen Völkermord ausmachen. Nationale Parlamente erklärten, dass seit dem Überfall ein Völkermord durch russische Truppen stattfinde. Dazu gehören die Parlamente von Polen, der Ukraine, Kanada, Estland, Lettland, Litauen und der Republik Irland.
Der Menschenrechtsanwalt Juan E. Méndez erklärte am 4. März 2022, dass die Behauptung des Völkermordes eine Untersuchung wert sei, aber nicht vorausgesetzt werden sollte; und der Völkermordforscher Alexander Hinton erklärte am 13. April, dass die völkermörderische Rhetorik des russischen Präsidenten Wladimir Putin mit den Kriegsverbrechen in Verbindung gebracht werden müsse, um eine völkermörderische Absicht nachzuweisen, es aber „ziemlich wahrscheinlich“ sei, dass Russland in der Ukraine einen Völkermord verübe. Zu den von den russischen Streitkräften begangenen Kriegsverbrechen gehören sexuelle Gewalt, Folter, außergerichtliche Tötungen und Plünderungen. Es gab auch eine koordinierte Kampagne, um ukrainische Kinder zu entführen und zur Adoption nach Russland zu deportieren. Nach Angaben des russischen Verteidigungsministeriums wurden allein zwischen dem 24. Februar 2022 und dem 18. Juni 2022 über 307.000 Kinder nach Russland verschleppt.

## Rechtliche Definition von Völkermord
Nach der Völkermordkonvention von 1948 setzt Völkermord sowohl eine völkermörderische Absicht als auch Handlungen voraus, die mit dieser Absicht zur Vernichtung „einer nationalen, ethnischen, rassischen oder religiösen Gruppe“ durchgeführt werden. In einer deutschen Übersetzung der Konvention heißt es:

„(II) In dieser Konvention bedeutet Völkermord eine der folgenden Handlungen, die in der Absicht begangen wird, eine nationale, ethnische, rassische oder religiöse Gruppe als solche ganz oder teilweise zu zerstören:

(a) Tötung von Mitgliedern der Gruppe;

(b) Verursachung von schwerem körperlichem oder seelischem Schaden an Mitgliedern der Gruppe;

(c) vorsätzliche Auferlegung von Lebensbedingungen für die Gruppe, die geeignet sind, ihre körperliche Zerstörung ganz oder teilweise herbeizuführen;

(d) Verhängung von Maßnahmen, die auf die Geburtenverhinderung innerhalb der Gruppe gerichtet sind;

(e) gewaltsame Überführung von Kindern der Gruppe in eine andere Gruppe.
(III) Die folgenden Handlungen sind zu bestrafen:

(a) Völkermord,

(b) Verschwörung zur Begehung von Völkermord,

(c) unmittelbare und öffentliche Anreizung zur Begehung von Völkermord,

(d) Versuch, Völkermord zu begehen,

(e) Teilnahme am Völkermord.“

## Kriegsverbrechen bei der russischen Invasion
Die Menschenrechtsorganisationen Amnesty International und Human Rights Watch verzeichneten massenhafte Verbrechen der russischen Streitkräfte gegen die Zivilbevölkerung während der russischen Invasion in der Ukraine 2022, darunter Folter, Hinrichtungen, Vergewaltigungen und Plünderungen.
Nach Ansicht von Jack Watling vom Royal Joint Institute for Defense Studies sind diese Aktionen Teil der russischen Doktrin der Anti-Guerilla-Kriegsführung. Ihr Ziel ist es, „sich an der Bevölkerung für deren Kühnheit, Widerstand zu leisten, zu rächen“. Watling wies darauf hin, dass ähnliche Taktiken im Zweiten Tschetschenienkrieg, im Afghanistan-Konflikt und während des Zweiten Weltkriegs angewandt wurden.
Die organisierte Tötung von Zivilisten wurde von Vertretern der Geheimdienste Großbritanniens und Deutschlands gemeldet. Der Chef des britischen Geheimdienstes MI6, Richard Moore, sagte im Zusammenhang mit den Morden in Buka: „Wir wussten, dass Putins Pläne für die Invasion außergerichtliche Hinrichtungen durch das Militär und Spezialdienste vorsahen.“
Die Internationale Föderation für Menschenrechte und das ihr angeschlossene Center for Civil Liberties (CSF) in der Ukraine berichteten von Beweisen für die gewaltsame Verbringung von Zivilisten durch das russische Militär aus dem belagerten Mariupol nach Russland, in die Oblaste Donezk und Luhansk sowie auf die Krim in Filtrationslager. Nach Angaben der CSF wurden Familien getrennt und Dokumente und Telefone beschlagnahmt. Nach Angaben der CSF hinderten die russischen Streitkräfte außerdem Zivilisten daran, durch humanitäre Korridore in die nicht besetzten Teile der Ukraine zu gelangen, und eröffneten das Feuer auf sie. Nach Angaben ukrainischer Beamter wurde dieselbe Praxis von russischen Truppen in Sumy, Charkiw und Kiew angewandt.
Am 23. August 2022 wies das Institute for the Study of War darauf hin, dass ukrainische Kinder von russischen Familien adoptiert werden, und vertrat die Auffassung, dass „die gewaltsame Überführung von Kindern von einer Gruppe in eine andere mit der Absicht, eine nationale, ethnische, rassische oder religiöse Gruppe ganz oder teilweise zu zerstören, einen Verstoß gegen die Konvention über die Verhütung und Bestrafung des Völkermordes darstellt“. Am 30. August wurde berichtet, dass Russland „Anpassungszentren“ für vertriebene Ukrainer in Russland einrichtet, auch für diejenigen, die sich unfreiwillig dort aufhalten, und damit wahrscheinlich Bedingungen schafft, die ihre ukrainische kulturelle Identität auslöschen und Teil einer Kampagne zum Bevölkerungstransfer sind.
Im Deutschlandfunk erinnerte die ukrainische Völkerrechtlerin Kateryna Busol im September 2022 daran, dass es allgemein schwierig sei, Völkermord nachzuweisen. Nachgewiesen werden müsse dazu die gezielte Absicht zum Völkermord. Russland habe mit der Aggression gegen die Ukraine bereits im Jahr 2014 begonnen und dabei mutmaßliche Kriegsverbrechen begangen. Der Februar 2022 bedeute, dass es seitdem mehr und schwere Verbrechen gebe, einschließlich des Aufrufs zum Genozid. Man erkenne seitdem auch „ganz klar Aspekte genozidalen Verhaltens in Russlands Kriegführung“. Es gelte nun vor allem, „gute Strategien für die Beweissammlung“ zu entwickeln.

## Kritische oder zurückhaltende Stimmen
Jonathan Lieder Maynard, Dozent für internationale Politik am King’s College London, argumentierte im April 2022, dass die bisherige Beweislage zu unklar sei, um die strenge Definition der Völkermordkonvention zu erfüllen. Er merkte an: „Vielleicht waren diese Gräueltaten ein Völkermord oder könnten sich in Zukunft zu einem Völkermord entwickeln, aber die Beweise sind noch unzureichend.“ Gleichzeitig wies Maynard auf die „zutiefst beunruhigende“ Rhetorik des russischen Präsidenten hin, der die historische Existenz der Ukraine als unabhängiger Staat leugnete. Seiner Meinung nach verdeutlicht dies die „völkermörderische Denkweise“, wenn Wladimir Putin glaubt, dass die Ukraine „eine Fälschung ist und daher kein Existenzrecht hat“ (siehe dazu Putins Essay Zur historischen Einheit von Russen und Ukrainern).
Florian Jeßberger, Strafrechtler an der Humboldt-Universität, wies im April 2022 darauf hin, dass der juristische Begriff des Völkermords „ganz anders konstruiert“ sei als der politische. Dazu müsse man nämlich nachweisen, dass es eine Absicht gebe, eine bestimmte Gruppe ganz oder teilweise zu zerstören. Seiner Meinung nach gebe es noch keine ausreichenden Anhaltspunkte dafür, dass die russische Seite seine solche Absicht habe.
Gerhard Mangott von der Universität Innsbruck antwortete im Dezember 2022 zur Frage, ob in der Ukraine ein Cholodomor verübt werde, wie ein Mitarbeiter von Präsident Selenskyj es ausgedrückt hatte. Mit Cholodomor (eine Anspielung auf den Holodomor) ist ein Genozid durch Erfrierenlassen gemeint, da Russland gezielt die Infrastruktur der Ukraine zerstört. Mangott zufolge könne man noch nicht davon sprechen, aber „es braucht nicht mehr viel, bis wir dort angelangt sind.“ Dazu müsse es erst mehr Zahlen zu den Opfern geben. Jedenfalls handele es sich um eine „Serie von schwersten Kriegsverbrechen“ durch Russland.
Aert van Riel nannte die Bombardierungen des ukrainischen Gebietes durch die russische Armee in nd – Journalismus von links „schwere Vergehen“. Seiner Meinung nach werde das Treffen von nicht-militärischen Zielen „in Kauf“ genommen. Bundeskanzler Scholz habe in einer Rede Russland eine Politik der verbrannten Erde vorgeworfen, aber Putin „nicht direkt mit den Nazi-Schergen verglichen. Das wäre auch absurd gewesen. Sein Krieg ist ein Verbrechen, aber kein Völkermord.“ Scholz’ Ankündigung, Putin mit allen Mitteln zu stoppen, werde dazu führen, dass „der Krieg noch unerbittlicher geführt wird. Und zwar von allen Seiten.“
Russland selbst wirft der Ukraine einen Völkermord vor, und zwar an den russischsprachigen Einwohnern der Ostukraine. Dies war für Russland der Grund, seine „Spezialoperation“ im Februar 2022 zu beginnen („Spezialoperation“ ist Russlands Ausdruck für den Krieg). Die Ukraine weist diesen Vorwurf zurück und nennt wiederum das russische Vorgehen einen Völkermord. Frankreich unterstützt die Ukraine darin und hat entsprechend einen Antrag an den Internationalen Gerichtshof in Den Haag gestellt. Christian Tomuschat, früher Professor für Völkerrecht, nannte Russlands Behauptungen „lügenhafte Hirngespinste“. Während ihres Einsatz 2014/15 konnte die OSZE diese Vorwürfe nicht bestätigen. Im Gegenteil bescheinigte sie der Ukraine die Einhaltung von Menschen- und Bürgerrechten, auch der nationalen Minderheiten.

## Vernichtungskrieg
In Deutschland wird diskutiert, ob die Zerstörungen durch Russland in der Ukraine als Vernichtungskrieg bezeichnet werden sollen. So schrieb Gwendolyn Sasse:

„Das Ausmaß an Zerstörung und die Kriegsverbrechen der russischen Truppen sowie das Angebot Russlands an alle Ukrainer und Ukrainerinnen, die russische Staatsbürgerschaft annehmen zu können, lassen keinen Zweifel daran, worum es Russland unter Präsident Wladimir Putin geht: um die Vernichtung des unabhängigen ukrainischen Staats und der ukrainischen Nation.“

Karl Schlögel meint:

„Damit war ein Krieg entfesselt, der erklärtermaßen die Vernichtung des ukrainischen Staates, die Unterjochung der Ukraine und die Vernichtung ihrer Kultur zum Ziel hat. […] Es bedurfte eines offenen und völkermörderischen Krieges, um ein Land wahrzunehmen, das immer noch – trotz der nicht einmal ein Jahrzehnt zurückliegenden Okkupation der Krim und der seither anhaltenden Kämpfe im Donbass – am Rande der Aufmerksamkeit der Europäer geblieben war.“

Dass man von einem „Vernichtungskrieg“ sprechen könne, meinte beispielsweise der Politikwissenschaftler Herfried Münkler. Im April 2022 begründete er dies damit, dass Russland sich keinerlei physisch-psychischen Begrenzungen in der Kriegsführung auferlege. Grund dafür sei einerseits Taktik und andererseits Frustration über den mangelnden Erfolg der „Spezialoperation“. Man müsse zwar mit dem Vorwurf eines russischen Vernichtungskrieges vorsichtig sein, weil so ein Vorwurf bis 1945 ein deutscher Abwehr-Mythos gewesen sei. Doch würde Russland anscheinend versuchen, die eroberten Gebiete von Ukrainern zu „säubern“, „um dann eigene Leute dorthin zu schicken. So wie sie das in vielerlei Hinsicht auf der Krim gemacht haben.“
Der Militärexperte Gustav Gressel nannte es als Ziel Russlands, die Ukraine als Nation auszulöschen. Er sprach von bewusster Kriegsführung gegen Zivilisten, Deportationen und die Trennung ukrainischer Kinder von ihren Eltern. „Russland führt einen Vernichtungskrieg gegen die Ukraine.“ Laut ZDF-Reporterin Katrin Eigendorf Anfang Juni 2022 geht es Russland nicht mehr um die Eroberung von Gebieten, sondern um die Vernichtung der Zivilbevölkerung.
Der Historiker Ulrich Herbert lehnte in der taz den Begriff „Vernichtungskrieg“ für den russischen Überfall von 2022 ab. „Mit diesem Begriff wird der Krieg von Nazideutschland in der Sowjetunion bezeichnet.“ Zur Begründung verwies Herbert auf die viel höheren Opferzahlen. Putins Regime führe zwar einen „brutalen Angriffskrieg“. Vergleiche zwischen Hitler und Putin seien jedoch ein Versuch, sich von deutscher Schuld zu entlasten. Mittlerweile werde immer wieder etwas rasch mit Hitler verglichen. Auch Russland habe ja seine „Aggression gegen die Ukraine“ damit legitimiert, dass die Ukraine einen „Völkermord“ an „russischstämmigen Bürgern“ verübe. Russland habe ferner seinen Angriff mit dem Kampf gegen Nazi-Deutschland verglichen. „Das ist offensichtlich absurd, und zeigt wie schal diese Vergleiche geworden sind.“ Hitler-Putin-Vergleiche dienten in Deutschland dazu, Deutsche zu entlasten und Waffenlieferungen an die Ukraine zu rechtfertigen. „Putins Ziel in der Ukraine ist […] die Auslöschung der nationalen Identität der Ukraine, die in einem völkischen Sinn Russland zugerechnet wird. Das ist ein brutales, ein verbrecherisches Konzept, aber es ist etwas völlig anderes als die physische Vernichtung.“
Marlene Laruelle, Historikerin von der George Washington University, forderte Genauigkeit ein. In der Ukraine gehe es „nicht um organisiertes, industrialisiertes massenhaftes Töten von Menschen. Ja, wir haben Filtrationslager, Kinder, die nach Russland gebracht werden, aber das ist kein Holocaust.“
Der Osteuropa-Historiker Martin Schulze Wessel, früherer Vorsitzender des Historikerverbandes, hat in einem Beitrag vom Juli 2022 festgestellt, dass der Begriff Vernichtungskrieg eine Verunsicherung in die Geschichtswissenschaft gebracht habe. Repräsentativ für die Zeitgeschichtsschreibung sei Ulrich Herberts Meinung, dass Putins Russland nichts mit Faschismus zu tun habe. Herbert wolle den Begriff Vernichtungskrieg allein für den Krieg des nationalsozialistischen Deutschlands in der Sowjetunion verwendet sehen. Herbert sehe in Putins Vorgehen auch keinen Genozid, denn Herbert zufolge bedeute Genozid die physische Vernichtung. Tatsächlich, so Schulze Wessel, sei die Definition der UN-Völkerrechtsdefinition breiter. Ferner habe auch ein Zeitgeschichtler wie Heinrich August Winkler einen Hitler-Putin-Vergleich gezogen, „ihm folgten viele Publizisten“.
Wer von (Putins) Vernichtungskrieg spricht, stelle „keineswegs die Einzigartigkeit des Holocausts in Frage, auch nicht die größere Dimension der Zerstörung von Städten und Dörfern in Osteuropa durch die deutsche Wehrmacht“. Wie aber sonst solle man einen Krieg nennen, der „zivile Objekte“ gezielt angreife und nicht etwa „als Kollateralschäden auslöscht“? „Russlands Krieg ist über die ‚normale‘ militärische Gewaltdynamik hinaus auf Vernichtung angelegt, er ist ein Vernichtungskrieg. Es gibt im Deutschen dafür kein besseres Wort.“ Wer von Faschismus, Vernichtungskrieg und Genozid mit Blick auf Russland redet, habe nicht die Absicht, „die deutschen Verbrechen im 20. Jahrhundert zu relativieren“.
Eugene Finkel, Professor an der Johns Hopkins University, schrieb 2024, der Gedanke, dass Russland die Ukraine als Nation zerstören wolle, sei mittlerweile Konsens in der Forschung.